# Tragedia de Maras de 2020
La tragedia de Maras de 2020 se refiere a un accidente automovilístico ocurrido el 26 de enero en la provincia de Urubamba, al centro del departamento del Cuzco, Perú. El resultado fue de seis muertos y cinco heridos.

## Desarrollo
Una camioneta que transportada a trabajadores de una mina de sal en las salinas de Maras cayó en uno de los abismos de la zona. El accidente ocurrió a las 17:15 horas. El conductor, identificado como Michael Huallpayunca Paucar, informó que perdió el control del vehículo, que no contaba con Seguro del automóvil.
La Policía Nacional del Perú, el Cuerpo General de Bomberos Voluntarios del Perú y pobladores locales ayudaron a rescatar a los sobrevivientes y recuperar los cuerpos.

## Víctimas y heridos
El accidente provocó seis muertos y cinco heridos, entre los heridos se encuentra un menor de dos años. Al no tener seguro de automóvil, los heridos tuvieron complicaciones burocráticas al intentar ser atendidos en los centros de salud.
| Fallecidos y heridos según Andina |
| --- |
| Fallecidos:Víctor Arturo Usca Lucana (38), Clorinda Meza Navarro (34), Juana Rosa Mora Núñez (58), Judith Yañac Huamán (35), Olimpia Villafuerte Usca (33) y Karen Cayo Acurio (27). |
| Heridos: Michael Yunior Huallpayunca Paucar (23), el conductor resultó herido y junto a Sandra Conde Guevara (24), Justina Sinchiroca Guevara (44) y José Flores Guevara (02)        |

## Situación posterior al accidente
La Policía Nacional del Perú inició las investigaciones, aunque de antemano llegó a calificar a las carreteras de muy angostas que son utilizadas tanto para carga, turismo y movimiento de los pobladores locales. Los difuntos fueron sepultados el 29 de enero en la comunidad de Maras, los dirigentes exigieron el mejoramiento de las carreteras, todos los fallecidos tenían hijos.